# Serrolecanium indocalamus
Serrolecanium indocalamus är en insektsart som beskrevs av Wu 1988. Serrolecanium indocalamus ingår i släktet Serrolecanium och familjen ullsköldlöss. Inga underarter finns listade i Catalogue of Life.